# Leptogenys longiscapa
Leptogenys longiscapa é uma espécie de formiga do gênero Leptogenys, pertencente à subfamília Ponerinae.